# Personnages du mythe de Cthulhu
 (août 2010).
Les personnages du mythe de Cthulhu sont des personnages de fiction tirés de l'univers du Mythe de Cthulhu, développé dans l’œuvre de l'écrivain américain Howard Phillips Lovecraft.

## Abdul al-Hazred
Abdul al-Hazred est un personnage fictif présenté dans le Mythe de Cthulhu, comme un poète arabe célèbre pour ses écrits démoniaques. Un livre en particulier, écrit par ce personnage, est souvent cité : le Necronomicon.

### Biographie

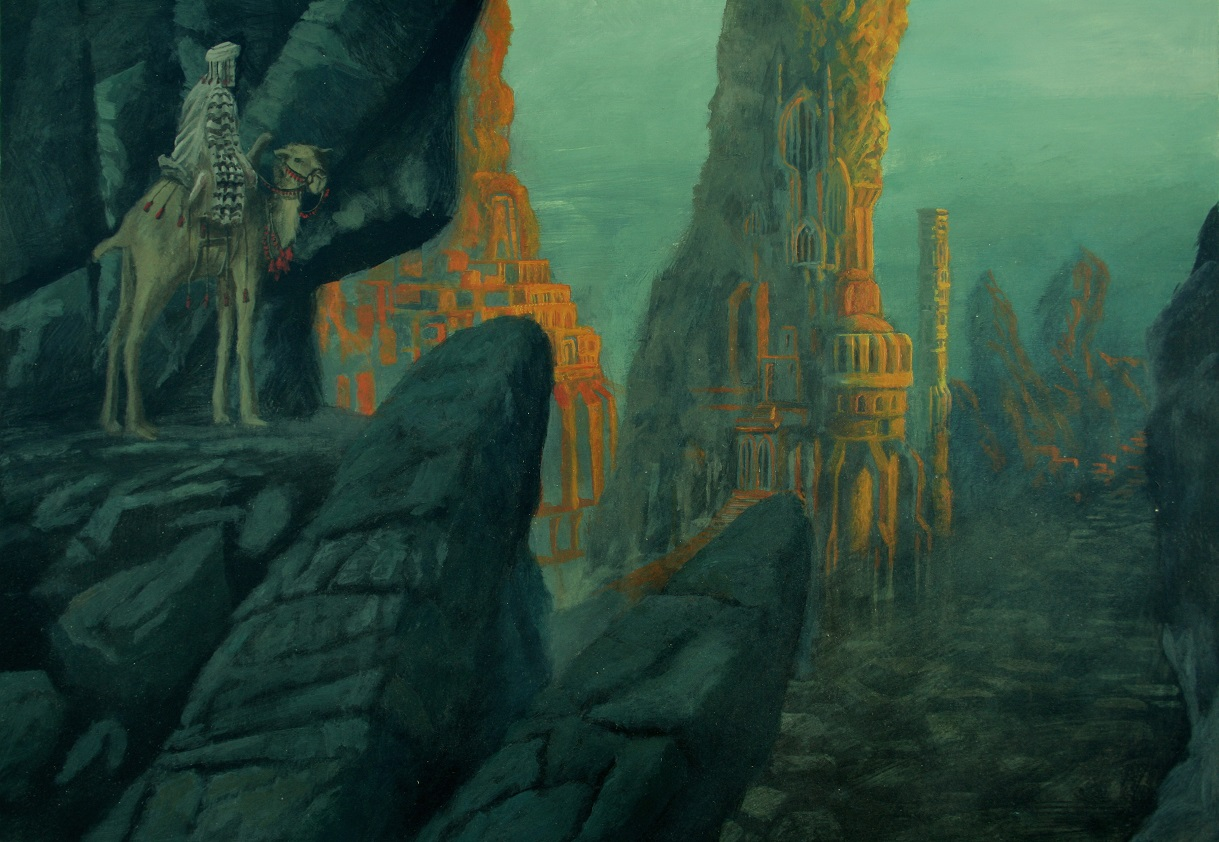
Irem, la cité des mille piliers. Illustration de Jens Heimdahl.

Lovecraft imagine une biographie de celui qu'il nomme « l'Arabe dément » dans Histoire et chronologie du Necronomicon. Abdul al-Hazred aurait vécu sous le règne des califes Omeyyades aux alentours de 700. Il visita les ruines de Babylone, les souterrains secrets de Memphis, vécut dix ans dans la Cité sans nom située au cœur du Ad-Dahna ou « désert pourpre », en Arabie saoudite et enfin alla à la légendaire Irem, la Ville aux Mille Piliers. Vers la fin de sa vie, Al-Hazred s'établit à Damas, où il écrivit le Necronomicon. Sa mort en 738 aurait donné lieu à bien des récits horribles et contradictoires.
Lovecraft cite à l'appui le biographe Ibn Khallikan, qui lui a réellement existé, pour construire son histoire. Lovecraft imagine Ibn Khallikan, témoignant de la mort d'Abdul al-Hazred, dévoré en plein jour par un monstre invisible devant une foule de spectateurs terrifiés.
On en apprend un peu plus dans le recueil de nouvelles la trace de Cthulhu, où cette mort serait factice. Il aurait en fait été pris en otage par des serviteurs de ce même dieu et torturé à Irem pour que le Necronomicon soit détruit.
Une copie aurait été gardée secrètement près de sa tombe.

### Origine du nom
Abdul al-Hazred est un pseudonyme que Lovecraft aurait commencé à utiliser à partir de cinq ans, après avoir lu les contes des Mille et une nuits. Il serait fondé sur un jeu de mots en anglais « All-has-read » : « Tout-A-Lu »
Abdul utilisé seul n'est pas un prénom arabe. Il est contenu dans de nombreux prénoms arabes. Il vient de « abd el » qui signifie littéralement « serviteur de ». Si l'on prend par exemple, un prénom arabe très courant tel que « Abdallah », il peut se traduire littéralement par « serviteur d'Allah » ou « serviteur de Dieu » (Allah signifiant « Dieu » en arabe, les chrétiens arabes utilisent aussi « Allah » pour désigner le Dieu chrétien : il ne s'agit donc nullement d'un nom propre à l'Islam comme le suggèrent certains textes).

## Comte d'Erlette
Le Comte d'Erlette (François-Honoré Balfour, Comte d'Erlette) est un écrivain cité dans plusieurs nouvelles du Mythe de Cthulhu (Le Modèle de Pickman, Le Festival, Dans l'Abîme du Temps et L'Horreur dans le Musée), créé en référence au patronyme d'August Derleth, écrivain, ami et disciple de Lovecraft.
Auteur du "Cultes des Goules", l'un des grimoires du  Mythe de Cthulhu, le Comte d'Erlette n'a jamais été vraiment décrit par Lovecraft ou ses continuateurs. Il n'est jamais cité que comme l'auteur du grimoire qui lui est associé et n'apparaît "en personne" que dans la nouvelle La bataille qui marqua la fin du siècle dans laquelle Lovecraft parodie allégrement la plupart des rédacteurs du magazine Weird Tales (les caricatures de Robert E. Howard, Hazel Heald, C.M Eddy Jr et Lovecraft lui-même, entre autres, apparaissent dans ce récit). C'est surtout les auteurs du jeu de rôle l'Appel de Cthulhu (Sandy Petersen et surtout Keith Herber) qui créeront réellement une histoire autour de ce personnage.
François Honoré Balfour, Comte d'Erlette est ainsi présenté comme un aristocrate français du XVIIIe siècle, considéré par ses pairs comme un original asocial. Le Culte des Goules est une compilation d'informations interdites concernant certains cultes cannibales qu'il rencontra lors de ses pérégrinations. Le livre fut très rapidement mis à l'index par les autorités civiles et religieuses, quant à l'auteur, il mourut mystérieusement dans son manoir des Ardennes en 1724.

### Le"Culte des Goules"
Ce livre, dont on prétend que les premiers exemplaires étaient reliés en peau humaine[réf. nécessaire], recense avec précision, quantité de sabbats et de sociétés primitives pratiquant la sorcellerie, la magie noire et surtout, le cannibalisme. Le Comte, dont l'appartenance à ce genre de culte n'a jamais été prouvée bien qu'elle ait été fortement soupçonnée, qualifie ces nécrophages de goules et relie leurs pratiques aux éléments constitutifs du Mythe de Cthulhu. Accusé de sorcellerie par l'Église après la publication de son livre, il s'en sortira grâce à son ascendance aristocratique, mais sera condamné, de fait, à mener une vie de reclus jusqu'à son décès. En dépit des autodafés ecclésiastiques, plusieurs exemplaires de ce livre circuleraient toujours.
Une ambiguïté réside en français sur la présence d'un "s" ou non à "cultes". En effet, on le voit souvent écrit au singulier car précédé de "le". On peut toutefois s'appuyer sur la version originale du titre créée par Robert Bloch : "Cults of Ghouls" qui démontre bien qu'on parle des cultes des goules.

## Wilbur Whateley
Wilbur Whateley est un personnage hybride mi-dieu mi-humain figurant dans la nouvelle L'Abomination de Dunwich.
Il a été mis au monde au village de Dunwich par Lavinia Wateley. Son père est le dieu extérieur Yog-Sothoth.

## Zadok Allen
Zadok Allen est un personnage fictif du récit Le Cauchemar d'Innsmouth.
Il s'agit d'un vieillard alcoolique psychiquement instable. Le protagoniste de l'histoire le rencontrera dans la ville et Zadok lui parlera de la mystérieuse affaire d'Innsmouth. Par la suite Zadok prendra la fuite à la suite d'une vision horrifique et personne ne le reverra jamais.

### Sources primaires (littérature)
- Howard Phillips Lovecraft et al. (édition présentée et établie par Francis Lacassin), Howard Phillips Lovecraft, vol. 1 : Les mythes de Cthulhu. Légendes du mythe de Cthulhu. Premiers contes. L'art d'écrire selon Lovecraft, Paris, Robert Laffont, coll. « Bouquins », 1991, 1re éd., XXXVI-1174 p. (ISBN 2-221-05684-1, présentation en ligne sur le site NooSFere).
- Howard Phillips Lovecraft et al. (édition présentée et établie par Francis Lacassin), Howard Phillips Lovecraft, vol. 2 : Contes et nouvelles. L'horreur dans le musée et autres révisions. Fungi de Yuggoth et autres poèmes fantastiques. Épouvante et surnaturel en littérature, Paris, Robert Laffont, coll. « Bouquins », 1991, 1re éd., VI-1341 p. (ISBN 2-221-06460-7, présentation en ligne sur le site NooSFere).
- Howard Phillips Lovecraft et al. (édition présentée et établie par Francis Lacassin), Howard Phillips Lovecraft, vol. 3 : Le monde du rêve. Parodies et pastiches. Les « collaborations » Lovecraft-Derleth. Rêve et réalité. Documents, Paris, Robert Laffont, coll. « Bouquins », 1992, 1re éd., V-1341 p. (ISBN 2-221-06461-5, présentation en ligne sur le site NooSFere).